# Morgentaler
Morgentaler ist ein Familienname jüdischer Familien aus Polen.

## Herkunft
Der Familienname Morgentaler entstand in der Gemeinschaft aschkenasischer Juden (Aschkenasim).

## Verbreitung
Bis zum Zweiten Weltkrieg in Polen, vor allem in Łódź. Die zentrale Datenbank für Holocaust-Opfer belegt, dass zahlreiche Opfer mit Nachnamen Morgentaler und jüdischen Vornamen zu den Opfern des Holocausts gehörten. Wenige polnische Morgentaler überlebten und wanderten nach Kanada aus.
Der Dienst Worldnames auf PublicProfiler zeigt auch eine Konzentration des Familiennamens in Serbien.

## Varianten
- Morgenthaler

## Namensträger
- Henry Morgentaler (1923–2013), kanadischer Arzt